# بركان (مدينة)
بركان  مدينة تقع في أقصى شمال شرق المملكةِ المغربية. وهي عاصمة إقليم بنفسِ الاسم في جهة الشرق. تبعد عن مدينة وجدة بحوالي 60 كم على الطريق الرابط بين وجدة والناظور، تضم المدينة ساكنة تقدر بـ109،237 نسمة. تبعد عن شاطئ السعيدية التابع لعمالتها بـ25 كم، وتبعد عن الحدود المغربية الجزائرية (واد كيس) بـ15 كم فقط. تعرف بإنتاج الحمضيات مثل البرتقال واليوسفي ولذلك لقّبت المدينة بـ«عاصمة البرتقال». ثم إنها واحدة من أهم المدن المغربية الفلاحية. عرفت تطورًا ملحوظًا في الآونة الأخيرة بالقطاع الفلاحي والصناعي.
يحد إقليم بركان شمالا بالبحر الأبيض المتوسط وشرقا بالحدود المغربية الجزائرية وبعمالة وجدة أنكاد، وغربا بإقليم الناظور، وجنوبا بإقليم تاوريرت. تمتد مساحته بإجمالي يبلغ 1985 كلم مربع ويمثل 2.2 في المائة من المساحة الإجمالية للجهة. ([1]) يتكون إقليم بركان من 16 جماعة. 10 منها جماعات قروية منقسمة على دائرتين، تتشكل الدائرة الأولى من أحفير المكونة من 4 جماعات قروية. والثانية من دائرة أكليم وتتكون من 6 جماعات قروية. ([2]).

## مدينة حديثة
وتعتبر مدينة بركان مدينة فلاحية ناتجة عن سياسة الري التي نهجها الاستعمار، ابتداء من أواسط النصف الأول من القرن العشرين، في الدوائر المسقية الكبرى. خصوصا وأنها تقع على أحد أغنى السهول المغربية، سهل تريفة.([3])
صحيح أن بروز بركان كمدينة وتطورها ارتبط بالثروة الفلاحية المحلية. لكن الريادة الإدارية للمدينة الوليدة والتي ألغت الكيانات السياسية العتيقة والضاربة في القدم، أي قبائل بني يزناسن، كان ورائه القرار السياسي الفرنسي في الفترة الاستعمارية([4]) بإسناد دور القيادة المباشرة لأبركان على القبائل المجاورة بدل القيادة اللامتمركزة لعمالة وجدة. وقد ساهم تطور الاقتصاد الفلاحي وتحسن مستوى العيش في هذه المدينة إلى إفراغ القبائل من نواتها السكانية وزحزحة الثقل البشري من الحصن الجبلي إلى السهل المكشوف. ما سهّل عملية السيطرة العسكرية للاحتلال الفرنسي على المنطقة. كما أدى التدفق المهول لليد العاملة في قطاع الفلاحة من مناطق مغربية مختلفة، إلى خلخلة النسيج القبلي المتجانس. فقد غرقت المنطقة في سيل سكاني جديد. إذ انتقل عدد السكان من 368 نسمة سنة 1917 م، إلى  3.600 نسمة سنة 1936 ثم تضاعف سنة 1947 فبلغ 7,545 نسمة ثم قفز إلى 20,496 نسمة سنة 1960 ثم إلى 60,490 نسمة سنة 1982 و 77،026 سنة 1994.([5]) وفي سنة 1996 قدر عدد سكان المدينة بحوالي 82 ألف نسمة ([6]). ليبلغ عدد سكان إقليم بركان اليوم حسب الإحصاء الرسمي الأخير ما مجموعه 289,137 نسمة، أي ما يقدّر بـ12،5 في المائة من ساكنة الجهة الشرقية، بكثافة مرتفعة تبلغ 145,7 نسمة في كلم مربع مقابل 25,7 نسمة في كلم مربع بالنسبة للجهة. وبنسبة تمدن عالية بلغت 63,2 في المائة. ([7])  

## النواة الأولى للمدينة
يفضّل الأمازيغ العيش في الجبل وينفرون من السكن في السهل بسبب غياب الأمان به. وقد شكّل سهل تريفة ممرا للآتين من الشرق إلى الغرب، مع ما يستجلبه الممر من قطاع طرق وغارات للقبائل المعادية. فقد ذكر ذلك موليراس في القرن 19 حين تحدث عن تعرض مخبره للاختطاف من قبيلة هوارة حين وصل سهل تريفة. ([8])
ورغم أن استقرار السكان بشكل بارز في السهل لم يتأت إلا مع بداية القرن العشرين. إلا أن هذا لا يتنافى مع تواجد ساكنة ذات طابع قروي في مركز (فيلاج) سيدي محند أبركان، فقد جاء في كتاب المغرب المجهول ذكر لتجمعات سكنية سنة 1859 في سهل تريفة ذات طابع عربي، وذكر الكاتب من هذه التجمعات بتريفة كل من قصبة شراعة  وقصبة هوارة والزرايب والقلعة. كما تحدث عن أسواق كانت تقام بالسهل منها سوق الخميس قرب قرية شراعة وسوق الأحد قرب واد كيس.[9]

## تطور ونمو المدينة
في بداية القرن العشرين كانت منطقة بركان الحالية تسمى (فيلاج نسيدي محند ابركان)[10]. وبجنوب المدينة تجمع سكني بسيط «دوار» يضم حوالي 90 نسمة، يحيط بسوق شعبي يعقد كل خميس. وعند توغل الاحتلال الفرنسي كان الدوار الأصلي يتكون من وحدتين سكنيتين مبنيتين بالطين على طريقة الأرياف حول سوق الخميس. وهما الكرابة الفواكة (الأكواخ الفوقية) والكرابة انبويقشار (أكواخ الأقرع). وسرعان ما أنشأ الاستعمار قرية على بعد كيلومتر نحو الشمال الغربي قرب مكان عبور وادي شراعة. وتم بناء بنية تحتية ضمت قنطرة وثكنة عسكرية وبعض الطرق والمنازل ومدرسة ضمت 55 تلميذا أوربيا سنة 1919 مـ ومركزا بريديا ومركزا للتمريض سنة 1920. وتناسلت الشركات العقارية الاستعمارية الفلاحية، والتي كانت  تقضم أراضي المزارعين الأصليين بالجملة. وقد فرض الرواج الفلاحي تطوير الزراعة عبر ادخال أسلوب الري بالضخ. أصبحت القرية تتضخم سكنيا بسبب التواجد الكثيف للعمال في ضيعات المستعمرين، وبدأ الزحف السكني يتجه نحو الشمال. لذلك بادرت السلطات الاستعمارية بترحيل السوق إلى جوار الحي الأوربي، وإنشاء مجموعة من المؤسسات العمومية في الحد الجنوبي منه. فتم إنشاء معمل للنبيذ سنة 1929 (تعاونية بني يزناسن) ومحطات لتلفيف الفواكه قصد التصبير. ([11])

## طوبونيميا (بركان- أبركان)[5]
في القرن التاسع عشر إلى بداية العشرين كانت منطقة سهل تريفة تُنعت باسم صاحب ضريح سيدي محمد أبركان في كتابات الفرنسيين. فكان اسم المنطقة يلفظ أحيانا قرية أو مركز«سيدي محمد أبركان» بسكون الميم. وأحيانا «مُحمد أبركان» بضم الميم. وأحيانا أخرى «سيدي محمد أوبركان» أي المنسوب للأسمر. فيطلق اسم «بركان» على القرية بعد فصل لفظة «أو» عن الاسم الكامل للضريح، ولا يعرف هل هذا التغيير مرده فرنسي أم شعبي إذ أن التخفف من همزة التعريف «أ» هي عادة في الأمازيغية اليزناسنية والريف.

## تاريخ
قبل ولادة وتكوّن نواة مدينة بركان الحالية كان يوجد بموقعها الحالي سنة 1900م سوق يعقد يوم الخميس وحوله دوار يضم بعض عائلات التي كان يبلغ عددها حوالي 90 نسمة. أما ضريح الولي سيدي محمد أبركان فكان يوجد على بعد كيلومتر في الشمال الغربي. وكان يقع كل من الدوار والسوق بين ثلاث كديات تتوسط مخروط انصباب يخترقه وادي شراعة. والموقع الوسط الذي اتخذه التجمع السكني جعله محطة التقاء الطرق المؤدية إلى وادي ملوية ووادي كيس وجبال بني يزناسن وسهل تريفة، وبالتالي ممرا اضطراريا بالنسبة للقبائل المنتجعة التي كانت تلجأ إلى السوق لعرض فواكه وخضر الجبال وحبوب وأغنام السهل.
فتأسست بذلك مدينة أبركان أوائل القرن العشرين على أنقاض قرية كانت موجودة حول الضريح والتي كانت تدعى “أبا محمد أو بركان” ثم سميت بعد ذلك أبركان وهي كلمة أمازيغية تعني “اسْوَدْ” نسبة إلى وليها الصالح سيدي امحمد أبركان بن الحسن بن مخلوف الراشدي، وهو فقيه محدث له بعض المؤلفات في علم الحديث توفي سنة 868 هـ.
تصنف بركان كنموذج للمدن الفلاحية المتولدة عن سياسة الري التي نهجها المغرب ابتداء من أواسط النصف الأول من القرن العشرين في الدوائر المسقية الكبرى.
فعند بداية فترة الحماية الفرنسية على المغرب استقر المستعمرون الفرنسيون بسهل تريفة. وعند دخولهم كان الدوار الأصلي يتكون من وحدتين سكنيتين مبنيتين بالطين على طريقة الأرياف حول سوق الخميس، وهما الكرابة الفواكة (الأكواخ الفوقية) والكرابة انبويقشار (أكواخ الأقرع) لكن سرعان ما قرر البعض منهم، الذين كانوا يترددون على سوق الخميس، إنشاء قرية لهم على بعد كيلومتر نحو الشمال الغربي لهذا الموقع قرب مكان عبور وادي شراعة. فأسسوا قنطرة وثكنة عسكرية وبعض الطرق والمنازل، كما أسسوا مدرسة لفائدة 55 تلميذا أوروبيا سنة 1909م ومركزا بريديا ومركزا صحيا سنة 1910م. وفي سنة 1917م كانت تقطن بقرية سيدي محمد أبركان 368 نسمة،
استقر عمال ضيعات المعمرين مباشرة في النواة السكنية المغربية التي أصبحت تتضخم وتزحف نحو الشمال. فبادرت السلطات الفرنسية بترحيل السوق قرب الحي الأوربي وإنشاء مجموعة من المؤسسات العمومية في الحد الجنوبي من الحي الأوربي، ومنعت كل بناء خاص به للزيادة من الميز المجالي بين السكن المغربي والمركز الأوروبي. وتطور هذا الأخير في البداية نحو الشمال الشرقي، على طول طريق وجدة، ثم في مرحلة ثانية نحو الجنوب الشرقي. فارتقت بركان من قرية متواضعة سنة 1936م بتعداد ديمغرافي بلغ 3.600 نسمة ، من بينهم 1650 أوروبي و 200 يهودي، وتضاعف العدد سنة 1947م ليصبح 7545 نسمة متحولة إلى مدينة متوسطة سنة 1982م (60.490 نسمة) وأن تأخذ المكانة الثالثة ضمن مدن جهة الشرق.
يرجع الفضل للنمو السريع لعدد سكان بركان إلى إنشاء سد مشرع حمادي بين سنوات 1950ــ1956م حيث أصبحت مركزا فلاحيا على الصعيد الوطني.

## اقتصاد
تشتهر منطقة بركان بالإنتاج الوفير للحمضيات والتي تغطي مساحة تناهز 16400هكتار وإنتاج يفوق 280 ألف طن في السنة، وخلق أكثر من مليوني يوم عمل سنويا، منها 1.5 مليون يوم عمل بالضيعات ونصف مليون يوم عمل بمحطات التلفيف.

## جمعيات المجتمع المدني
تعرف مدينة بركان نشاطا كبيرا لجمعيات المجتمع المدني التي تنشط في مختلف المجالات والتي صار لها دور فاعل في مجالي البيئة والتنمية المستدامة:
جمعية آفاق للثقافة والتنمية ببركان
جمعية شباب لمحال للتنمية والتعاون أول جمعية شبابية تعني برفع التهميش عن حي المقاومة في كل اشكاله
جمعية أصدقاء الصحة أول هيئة تعنى بالمجال الصحة بالجهة الشرقية
جمعية زناسنية للتنمية.
- جمعية أكاديمية التراث، تهتم بصيانة وإحياء التراث المادي واللامادي بالمنطقة. قامت بتثمين والتحسيس بالمعلمة الأثرية«سيدي محمد أبركان» عبر إصدارات وبحوث ومعارض دورية تخص المعلمة.
- جمعية حماية اللقالق البيضاء، سفيرة لقالق المغرب، مثلت المغرب خلال مؤتمر اللقالق البيضاء بكولمار بفرنسا من 24 إلى 26 أكتوبر 2009، وخلال المؤتمر السادس للقالق السوداء بشالون أون شامبان بفرنسا من 21 إلى 23 شتنبر 2012، وهي الآن تحضر لعقد المؤتمر الإفريقي الأول للقالق بإقليم بركان.
- جمعية Positive: أول جمعية تقوم بتنظيم دورات تدريبية في مجال التنمية البشرية في الإقليم لمدربين مغاربة وعرب.
- جمعية «انفتاح»: أول جمعية تقوم بتأطير دورات تكوينية لفعاليات المجتمع المدني.
- جمعية «البيئة والإنسان»: أول جمعية بيئية على مستوى الإقليم
- جمعية «فكرة جديدة للأدب والتنمية المجتمعية»: تُعنى بالتأطير الإبداعي عبر إنشاء مرصد للإبداع الأدبي والعلمي والتقني.
- رابطة المواقع الإلكترونية: أول هيئة تعنى بالمجال الصحفي والإعلامي بالجهة الشرقية.
- جمعية المغرب الشرقي للإعلام والتواصل: جمعية تهتم بالشأن الاعلامي بالمنطقة.
- وهناك مجموعة أخرى من الجمعيات الناشطة في مجالاتها: جمعية "أجراس", جمعية "الشعلة", جمعية "المرام", جمعية الأمل للمكفوفين، جمعية أبركان للثقافة والتراث، جمعية مرضى السرطان، جمعية المتبرعين بالدم، جمعية رواد الخشبة، بالإضافة إلى منظمة أصدقاء الطالب وجمعية التنمية للطفولة والشباب".
- جمعية خطوة للأعمال الإجتماعية والثقافية والرياضية

## التعليم والتكوين
تحتوي مدينة بركان على معهد متخصص للتكنولوجيا التطبيقية، مدرسة فندقية (بـ السعيدية), ثلاث ثانويات: ثانوية أبي الخير الإشبيلي (1909), ثانوية الليمون، ثانوية خالد بن الوليد، ومدرسة أسماء بنت أبي بكر الابتدائية، ومدرسة المسيرة الابتدائية، ومدرسة الكواكب الابتدائية، ومدرسة الإمام علي الابتدائية، ومدرسة الإمام الغزالي الابتدائية وغيرها. كما تضم مجموعة من المدارس الخاصة الموازية للتعليم العمومي: مدرسة سبيل أم القرى، مدرسة منجي، مدرسة La Place , مدرسة نون. ومجموعة من المؤسسات المختصة في المعلوميات والتكنولوجيا الحديثة: مؤسسة IMSIA , مؤسسة جيل التقنية، مؤسسة ُEMSIC. ومؤسسات مختصة بتعلم اللغات: مدرسة أم القرى، مؤسسة الغد، مدرسة المعرفة.